# Arsen Kasa
Arsen Kasa (* 2. Mai 1997 in Elbasan) ist ein albanischer Fußballspieler.

## Karriere
Kasa begann seine Karriere im Jugendverein von KF Elbasani, wo er von 2011 bis 2017 spielte. In der Saison 2014/15 debütierte er im selben Verein Jahr in der albanischen Kategoria Superiore. Als Elbasani in die dritthöchste Spielklasse absteigen musste, wechselte er zu KS Luftëtari Gjirokastra, kam jedoch für den Verein nicht zum Einsatz. Von 2018 bis 2022 war er im Verein KS Pogradeci aktiv. Im Juli 2022 kehrte Kasa zu seinem Heimatverein zurück, dem in der Saison 2022/23 die Rückkehr in die zweithöchste Spielklasse Kategoria e parë gelang und dort in der Folgesaison 2023/24 gleich als Meister wieder in die höchste Liga aufsteigen konnte.